# Клу Гулагер
Вилијам Мартин Гулагер (енгл. William Martin Gulager; Холденвил, 16. новембра 1928 — Лос Анђелес, 5. август 2022), познат као Клу Гулагер (енгл. Clu Gulager), био је амерички филмски и телевизијски глумац.
Глумом је почео да се бави 1956. године учешћем у серији The United States Steel Hour. До 2009. глумио је у преко 150 играних филмова и телевизијских пројеката, као Последња биоскопска представа (1971). Био је номинован за награду Сатурн за споредну улогу у авантуристичком трилеру Hunter's Blood (1986). Поред тога, глумио је у култним хорор филмовима: 
Повратак живих мртваца (The Return of the Living Dead, 1985), Страва у Улици брестова 2: Фредијева освета (A Nightmare on Elm Street 2: Freddy's Revenge, 1985), Потомство (The Offspring, 1987), Прикривен (The Hidden, 1987), Крвава гозба (Feast, 2005) и Деца кукуруза 9: Бекство (Children of the Corn: Runaway, 2018). Појавио се и у Тарантиновом филму Било једном... у Холивуду (2019).
Такође је редитељ, сценариста и продуцент. Гулагеров деби и једини његов ауторски филм, кратки филм под називом Дан са дечацима (1969), номинован је за Златну палму на Филмском фестивалу у Кану 1970. године. Делом је Чероки порекла.